# 3-osso-5alfa-steroide 4-deidrogenasi
La 3-osso-5alfa-steroide 4-deidrogenasi (nota anche come 5α-reduttasi) è un enzima appartenente alla classe delle ossidoreduttasi, che catalizza la seguente reazione:
un 3-osso-5α-steroide + accettore ⇄ a 3-osso-Δ4-steroide + accettore ridotto
Più nel dettaglio, tale enzima è in grado di convertire il testosterone, l'ormone sessuale maschile, nel diidrotestosterone:

Testosterone.
Diidrotestosterone

Nell'uomo, l'enzima è presente in due isoforme, note come 5-alfa-reduttasi 1 e 2 (geni SRD5A1 e SRD5A2). L'assenza del secondo isoenzima è correlata all'insorgenza di deficienza da 5-alfa-reduttasi che porta ad una forma di intersessualità.

## Produzione ed inibizione
L'enzima è prodotto in determinati tessuti del corpo umano, come la pelle, le vescicole seminali, la prostata e i testicoli.
L'inibizione della 5-alfa-reduttasi provoca una riduzione della produzione di diidrotestosterone, innalzando i livelli di testosterone e solitamente anche quelli dell'estradiolo, per cui l'inibizione dell'enzima può generare anche ginecomastia.

## Farmacologia
I farmaci che inibiscono la 5α-reduttasi sono usati nella iperplasia prostatica benigna, cancro alla prostata e calvizie. La molecola chiamata finasteride inibisce la funzione solamente dell'isoenzima tipo 2, mentre la dutasteride inibisce entrambi. Alcuni studi indicano che l'estratto della pianta Serenoa repens, venduto in Italia e in altri paesi col nome commerciale Permixon, ha potere inibitorio verso la 5α-reduttasi di tipo 1.